# ABC Supply Wisconsin 250 2014
Das ABC Supply Wisconsin 250 2014 fand am 17. August auf der Milwaukee Mile in West Allis, Wisconsin, Vereinigte Staaten statt und war das 16. Rennen der IndyCar Series 2014.

## Berichte

### Hintergrund
Nach dem Honda Indy 200 at Mid-Ohio führte Will Power in der Fahrerwertung mit vier Punkten Vorsprung auf Hélio Castroneves und mit 63 Punkten Vorsprung auf Ryan Hunter-Reay.
Es gab eine Veränderungen im Starterfeld. Bei Ed Carpenter Racing gab es einen Fahrerwechsel. Ed Carpenter, der alle Ovalrennen bestritt, löste Mike Conway, der nur die Straßenkursrennen fuhr, ab. An diesem Wochenende wurde bekannt gegeben, dass Ed Carpenter Racing zur nächsten Saison mit Sarah Fisher Hartman Racing zu CFH Racing fusioniert.
Mit Tony Kanaan, Hunter-Reay (jeweils zweimal), Ryan Briscoe und Scott Dixon (jeweils einmal) traten vier ehemalige Sieger zu diesem Rennen an.

### Training
Es fanden zwei einstündige Trainings am Samstag vor dem Qualifying statt. Im ersten Training erzielte James Hinchcliffe die Bestzeit vor Briscoe und Hunter-Reay. Das Training wurde in der Schlussphase kurzzeitig unterbrochen, nachdem Carlos Muñoz ausgerollt war. Alle Rookies und Fahrer außerhalb der Top 10 der Entrant-Wertung erhielten in diesem Training einen zusätzlichen Reifensatz.
Im zweiten Training fuhr Hinchcliffe erneut die schnellste Runde. Carpenter wurde Zweiter, Kanaan Dritter. Nachdem Hinchcliffe die Bestzeit erzielt hatte, verlor er in der Schlussphase die Kontrolle über sein untersteuerndes Fahrzeug und fuhr in die Mauer der zweiten Kurve. Das Training wurde nach dem Unfall zum dritten Mal unterbrochen und um fünf Minuten verlängert.

### Qualifying
Das Qualifying wurde im Einzelzeitfahren ausgetragen. Die Startreihenfolge für das Einzelzeitfahren wurde ausgelost. Jeder Pilot fuhr zwei schnelle Runden am Stück. Die dabei erzielte Durchschnittsgeschwindigkeit entschied über die Reihenfolge der Startaufstellung.
Power war am schnellsten und erzielte die Pole-Position vor Kanaan und seinem Teamkollegen Juan Pablo Montoya. Mit seiner 35. IndyCar-Pole-Position belegte Power den sechsten Platz in der ewigen Bestenliste.

### Rennen
Power behauptete die Führung beim Start und behielt sie bis zum ersten Stopp in der 58. Runde ungefährdet. Boxenstoppbedingt übernahmen Montoya und Carpenter kurzzeitig die Führung. Power belegte anschließend wieder die erste Position. Montoya traf beim Stopp einen für ihn bereitgestellten Reifen, sodass sich der Stopp verzögerte und er eine Position verlor. Er erhielt eine Verwarnung von der Rennleitung. Nach dem ersten Stopp lagen Power, Kanaan, Briscoe, Montoya und Hunter-Reay auf den ersten fünf Positionen. Hunter-Reay war vom 19. Platz ins Rennen gegangen und hatte ich im ersten Stint nach vorne gearbeitet.
Auf dem zweiten Reifensatz wurde Power von Kanaan stark unter Druck gesetzt und verteidigte die Führung mehrfach im direkten Zweikampf auf der Außenbahn der dritten Kurve. Kanaan ging etwas eher an die Box und fuhr schnelle Runde. Power stoppte in der 121. Runde und Kanaan übernahm die Führung vor Power und Briscoe. Hunter-Reay verlor einige Positionen, da sein rechtes Hinterrad beim Reifenwechsel Probleme bereitete.
In der 131. Runde streifte Muñoz in der vierten Kurve die Mauer und löste eine Gelbphase aus. Bis auf Power, Josef Newgarden und Marco Andretti gingen alle Fahrer zum dritten Mal an die Box. Beim Restart in der 140. Runde behielt Power die Führung. Kanaan, der durch seinen Stopp auf Platz vier zurückgefallen war, überholte Andretti und Newgarden in der ersten Runde nach dem Restart. In der 168. Runde erlitt Hunter-Reay wegen eines Materialfehlers einen Aufhängungsschaden hinten links. Er fuhr an die Box und löste keine Gelbphase aus.
In der 190. Runde begann Power die letzte Boxenstoppphase. Zwischenzeitlich übernahm Montoya die Führung, anschließend führte Power vor Newgarden und Montoya. Im Überrundungsverkehr ging Montoya an Newgarden vorbei auf die zweite Position. Newgarden fuhr später ein weiteres Mal an die Box.
Power erzielte schließlich seinen ersten Sieg auf einem Ein-Meilen-Oval. Er siegte in überzeugender Manier und führte von 250 Runden insgesamt 229 an. Montoya wurde Zweiter vor Kanaan, Dixon und Newgarden. Die Top 10 komplettierten Briscoe, Simon Pagenaud, Mikhail Aleshin, Carpenter und Jack Hawksworth. Castroneves erreichte mit Handlingsproblemen den elften Platz. Bis auf die ersten sieben Fahrer waren alle anderen Teilnehmer mindestens einmal überrundet worden.
Power baute den Vorsprung auf Castroneves in der Fahrerwertung auf 39 Punkte aus. Pagenaud übernahm die dritte Position von Hunter-Reay. Neben den vier Erstplatzierten hatten nach diesem Rennen nur noch Montoya und Dixon theoretische Titelchancen.

## Meldeliste
Alle Teams und Fahrer verwendeten das Chassis Dallara DW12 mit einem Aero-Kit von Dallara und Reifen von Firestone.
| Team                                  | Nr. | Fahrer             | Motor     |
| ------------------------------------- | --- | ------------------ | --------- |
| Penske Motorsports                    | 02  | Juan Pablo Montoya | Chevrolet |
| Team Penske                           | 03  | Hélio Castroneves  | Chevrolet |
| Team Penske                           | 12  | Will Power         | Chevrolet |
| Schmidt Peterson Motorsports          | 07  | Mikhail Aleshin    | Honda     |
| NTT Data Chip Ganassi Racing          | 08  | Ryan Briscoe       | Chevrolet |
| Target Chip Ganassi Racing            | 09  | Scott Dixon        | Chevrolet |
| Target Chip Ganassi Racing            | 10  | Tony Kanaan        | Chevrolet |
| KVSH Racing                           | 11  | Sébastien Bourdais | Chevrolet |
| A. J. Foyt Enterprises                | 14  | Takuma Satō        | Honda     |
| Rahal Letterman Lanigan Racing        | 15  | Graham Rahal       | Honda     |
| KV AFS Racing                         | 17  | Sebastian Saavedra | Chevrolet |
| Dale Coyne Racing                     | 18  | Carlos Huertas     | Honda     |
| Dale Coyne Racing                     | 19  | Justin Wilson      | Honda     |
| Ed Carpenter Racing                   | 20  | Ed Carpenter       | Chevrolet |
| Andretti Autosport                    | 25  | Marco Andretti     | Honda     |
| Andretti Autosport                    | 27  | James Hinchcliffe  | Honda     |
| Andretti Autosport                    | 28  | Ryan Hunter-Reay   | Honda     |
| Andretti – HVM                        | 34  | Carlos Muñoz       | Honda     |
| Sarah Fisher Hartman Racing           | 67  | Josef Newgarden    | Honda     |
| Schmidt Peterson Hamilton Motorsports | 77  | Simon Pagenaud     | Honda     |
| Novo Nordisk Chip Ganassi Racing      | 83  | Charlie Kimball    | Chevrolet |
| BHA/BBM with Curb Agajanian           | 98  | Jack Hawksworth    | Honda     |

Quelle: 

## Klassifikationen

### Qualifying
| Pos. | Fahrer             | Team                                  | Fahrzeug          | Zeit      | Ø-Geschwindigkeit in mph | Start |
| ---- | ------------------ | ------------------------------------- | ----------------- | --------- | ------------------------ | ----- |
| 01   | Will Power         | Team Penske                           | Dallara-Chevrolet | 0:43,1757 | 169,262                  | 01    |
| 02   | Tony Kanaan        | Target Chip Ganassi Racing            | Dallara-Chevrolet | 0:43,3292 | 168,662                  | 02    |
| 03   | Juan Pablo Montoya | Penske Motorsports                    | Dallara-Chevrolet | 0:43,3505 | 168,579                  | 03    |
| 04   | Ryan Briscoe       | NTT Data Chip Ganassi Racing          | Dallara-Chevrolet | 0:43,4312 | 168,266                  | 04    |
| 05   | Josef Newgarden    | Sarah Fisher Hartman Racing           | Dallara-Honda     | 0:43,4398 | 168,233                  | 05    |
| 06   | Charlie Kimball    | Novo Nordisk Chip Ganassi Racing      | Dallara-Honda     | 0:43,4683 | 168,123                  | 06    |
| 07   | Ed Carpenter       | Ed Carpenter Racing                   | Dallara-Chevrolet | 0:43,5584 | 167,775                  | 07    |
| 08   | Hélio Castroneves  | Team Penske                           | Dallara-Chevrolet | 0:43,6140 | 167,561                  | 08    |
| 09   | Marco Andretti     | Andretti Autosport                    | Dallara-Honda     | 0:43,7397 | 167,079                  | 09    |
| 10   | Takuma Satō        | A. J. Foyt Enterprises                | Dallara-Honda     | 0:43,7828 | 166,915                  | 10    |
| 11   | Scott Dixon        | Target Chip Ganassi Racing            | Dallara-Chevrolet | 0:43,8281 | 166,742                  | 11    |
| 12   | Justin Wilson      | Dale Coyne Racing                     | Dallara-Honda     | 0:43,8916 | 166,501                  | 12    |
| 13   | James Hinchcliffe  | Andretti Autosport                    | Dallara-Honda     | 0:43,9725 | 166,195                  | 13    |
| 14   | Graham Rahal       | Rahal Letterman Lanigan Racing        | Dallara-Honda     | 0:44,0156 | 166,032                  | 14    |
| 15   | Mikhail Aleshin    | Schmidt Peterson Motorsports          | Dallara-Honda     | 0:44,0636 | 165,851                  | 15    |
| 16   | Simon Pagenaud     | Schmidt Peterson Hamilton Motorsports | Dallara-Honda     | 0:44,0723 | 165,818                  | 16    |
| 17   | Jack Hawksworth    | BHA/BBM with Curb Agajanian           | Dallara-Honda     | 0:44,1268 | 165,614                  | 17    |
| 18   | Sébastien Bourdais | KVSH Racing                           | Dallara-Chevrolet | 0:44,4468 | 164,421                  | 18    |
| 19   | Ryan Hunter-Reay   | Andretti Autosport                    | Dallara-Honda     | 0:44,5038 | 164,211                  | 19    |
| 20   | Carlos Muñoz       | Andretti – HVM                        | Dallara-Honda     | 0:44,5574 | 164,013                  | 20    |
| 21   | Sebastian Saavedra | KV AFS Racing                         | Dallara-Chevrolet | 0:44,9626 | 162,535                  | 21    |
| 22   | Carlos Huertas     | Dale Coyne Racing                     | Dallara-Honda     | 0:45,7358 | 159,787                  | 22    |

Quellen: 

### Rennen
| Pos. | Fahrer             | Team                                  | Fahrzeug          | Runden | Zeit         | Start | Führungsrunden |
| ---- | ------------------ | ------------------------------------- | ----------------- | ------ | ------------ | ----- | -------------- |
| 01   | Will Power         | Team Penske                           | Dallara-Chevrolet | 250    | 1:44:49,4611 | 01    | 229            |
| 02   | Juan Pablo Montoya | Penske Motorsports                    | Dallara-Chevrolet | 250    | + 2,7949     | 03    | 004            |
| 03   | Tony Kanaan        | Target Chip Ganassi Racing            | Dallara-Chevrolet | 250    | + 7,2356     | 02    | 014            |
| 04   | Scott Dixon        | Target Chip Ganassi Racing            | Dallara-Chevrolet | 250    | + 18,8058    | 11    | 000            |
| 05   | Josef Newgarden    | Sarah Fisher Hartman Racing           | Dallara-Honda     | 250    | + 22,4998    | 05    | 000            |
| 06   | Ryan Briscoe       | NTT Data Chip Ganassi Racing          | Dallara-Chevrolet | 250    | + 23,4954    | 04    | 000            |
| 07   | Simon Pagenaud     | Schmidt Peterson Hamilton Motorsports | Dallara-Honda     | 250    | + 24,0347    | 16    | 000            |
| 08   | Mikhail Aleshin    | Schmidt Peterson Motorsports          | Dallara-Honda     | 249    | + 1 Runde    | 15    | 000            |
| 09   | Ed Carpenter       | Ed Carpenter Racing                   | Dallara-Chevrolet | 249    | + 1 Runde    | 07    | 003            |
| 10   | Jack Hawksworth    | BHA/BBM with Curb Agajanian           | Dallara-Honda     | 249    | + 1 Runde    | 17    | 000            |
| 11   | Hélio Castroneves  | Team Penske                           | Dallara-Chevrolet | 249    | + 1 Runde    | 08    | 000            |
| 12   | Sébastien Bourdais | KVSH Racing                           | Dallara-Chevrolet | 249    | + 1 Runde    | 18    | 000            |
| 13   | Marco Andretti     | Andretti Autosport                    | Dallara-Honda     | 249    | + 1 Runde    | 09    | 000            |
| 14   | Graham Rahal       | Rahal Letterman Lanigan Racing        | Dallara-Honda     | 249    | + 1 Runde    | 14    | 000            |
| 15   | Takuma Satō        | A. J. Foyt Enterprises                | Dallara-Honda     | 248    | + 2 Runden   | 10    | 000            |
| 16   | Charlie Kimball    | Novo Nordisk Chip Ganassi Racing      | Dallara-Honda     | 248    | + 2 Runden   | 06    | 000            |
| 17   | Justin Wilson      | Dale Coyne Racing                     | Dallara-Honda     | 248    | + 2 Runden   | 12    | 000            |
| 18   | Sebastian Saavedra | KV AFS Racing                         | Dallara-Chevrolet | 246    | + 4 Runden   | 21    | 000            |
| 19   | James Hinchcliffe  | Andretti Autosport                    | Dallara-Honda     | 244    | + 6 Runden   | 13    | 000            |
| 20   | Carlos Huertas     | Dale Coyne Racing                     | Dallara-Honda     | 243    | + 7 Runden   | 22    | 000            |
| 21   | Ryan Hunter-Reay   | Andretti Autosport                    | Dallara-Honda     | 168    | DNF          | 19    | 000            |
| 22   | Carlos Muñoz       | Andretti – HVM                        | Dallara-Honda     | 130    | DNF          | 20    | 000            |

Quellen: 

#### Führungsabschnitte
| Abschnitt | Runden  | Fahrer             |
| --------- | ------- | ------------------ |
| 1         | 1–57    | Will Power         |
| 2         | 58–59   | Juan Pablo Montoya |
| 3         | 60–62   | Ed Carpenter       |
| 4         | 63–121  | Will Power         |
| 5         | 122–132 | Tony Kanaan        |
| 6         | 133–187 | Will Power         |
| 7         | 188–190 | Tony Kanaan        |
| 8         | 191–192 | Juan Pablo Montoya |
| 9         | 193–250 | Will Power         |

Quellen: 

#### Gelbphasen
| Nr. | Dauer   | Runden | Grund für Gelbphase                    |
| --- | ------- | ------ | -------------------------------------- |
| 1   | 131–139 | 9      | Kontakt: Carlos Muñoz (#34) in Kurve 4 |

Quellen: 

## Punktestände nach dem Rennen

### Fahrerwertung
Die Punktevergabe wird hier erläutert.
| Pos. | Fahrer             | Punkte |
| ---- | ------------------ | ------ |
| 01.  | Will Power         | 602    |
| 02.  | Hélio Castroneves  | 563    |
| 03.  | Simon Pagenaud     | 510    |
| 04.  | Ryan Hunter-Reay   | 494    |
| 05.  | Juan Pablo Montoya | 488    |
| 06.  | Scott Dixon        | 472    |
| 07.  | Tony Kanaan        | 425    |
| 08.  | Carlos Muñoz       | 424    |
| 09.  | Sébastien Bourdais | 418    |
| 10.  | Marco Andretti     | 400    |
| 11.  | Ryan Briscoe       | 396    |
| 12.  | James Hinchcliffe  | 377    |

| Pos. | Fahrer             | Punkte |
| ---- | ------------------ | ------ |
| 13.  | Charlie Kimball    | 357    |
| 14.  | Justin Wilson      | 339    |
| 15.  | Mikhail Aleshin    | 338    |
| 16.  | Josef Newgarden    | 337    |
| 17.  | Jack Hawksworth    | 321    |
| 18.  | Graham Rahal       | 312    |
| 19.  | Carlos Huertas     | 288    |
| 20.  | Takuma Satō        | 261    |
| 21.  | Sebastian Saavedra | 251    |
| 22.  | Mike Conway        | 235    |
| 23.  | Ed Carpenter       | 191    |
| 24.  | Oriol Servià       | 88     |

| Pos. | Fahrer             | Punkte |
| ---- | ------------------ | ------ |
| 25.  | Kurt Busch         | 80     |
| 26.  | J. R. Hildebrand   | 66     |
| 27.  | Sage Karam         | 57     |
| 28.  | Luca Filippi       | 46     |
| 29.  | James Davison      | 34     |
| 30.  | Jacques Villeneuve | 29     |
| 31.  | Alex Tagliani      | 28     |
| 32.  | Townsend Bell      | 22     |
| 33.  | Pippa Mann         | 21     |
| 34.  | Martin Plowman     | 18     |
| 35.  | Buddy Lazier       | 11     |
| 36.  | Franck Montagny    | 8      |